# Redós de Sant Josep i Sant Pere
El Redós de Sant Josep i Sant Pere és un edifici del municipi de Sant Pere de Ribes (Garraf) protegit com a bé cultural d'interès local.

## Descripció
El conjunt ocupa tota l'illa compresa entre els carrers de Jacas, Marañón, Maragall i Claret. És un edifici aïllat, d'organització complexa, format per dos cossos disposats perpendicularment respecte d'un altre cos central.
Inclou diverses dependències, amb inclusió d'una capella i una torre emmerletada. Les cobertes són en general de teula a dues vessants. La construcció presenta obertures de diverses tipologies que es troben emmarcades en maó.
Hi ha diversos accessos a l'edifici, que es troba envoltat d'un jardí. A la part posterior, el Redós de Sant Josep ha estat objecte de diverses obres d'ampliació.

## Història
L'asil del Redós de Sant Josep i de Sant Pere va ser construït l'any 1901, segons projecte de l'arquitecte Josep Font i Gumà.
A l'Arxiu Històric de Ribes apareix documentada amb data de 1947, la sol·licitud a l'Ajuntament d'obres d'ampliació de l'edifici, d'acord amb els plànols signats per l'arquitecte Josep Brugal i Fortuny.